# 于恆
恆（1983年12月21日—），中國男演員。從小時候就喜歡唱歌，長大後學習主持和配音。大學則就讀解放軍藝術學院，專業是表演戲劇。畢業後，他成為總政話劇團的演員，並且多次參與話劇和小品的演出。

## 演藝經歷
- 2005年，參加央視春晚，以小品《浪漫的事》，正式進入演藝圈 。

- 2007年，再憑藉小品《坑道深處》獲得「第六屆CCTV小品大賽」專業組一等獎。同年，與翟萬臣、孫濤、魏積安合作主演話劇《黃土謠》，在市演宋老秋的三兒子宋建民。

- 2008年，出演首部電視劇作品《國家機密2》，是與溫崢嶸、張先衡、鮑國安合作主演的犯罪懸疑劇，在劇中飾演國安廳偵查科副科長董智超；同年，出演林洛萍執導的兒童教育題材電影《鶴鄉謠》，在片中擔任主角栓柱，這是首部電影作品。

- 2009年，在春晚與郭達、蔡明搭檔表演小品《北京歡迎你》；之後，再和夏雨、闌妮、馬蘇合作出演年代劇《北風那個吹》，飾演陽光開朗的龐秀岩；同年，憑藉小品《提意見》獲得「第七屆CCTV電視小品大賽」三等獎。

- 2011年，與王雅捷、張志堅、高雲翔、徐僧合作主演年代革命劇《以母親的名義》，挑戰一人分飾兩角，分別飾演劉滿堂及其兒子劉勝利。

- 2012年，與王志飛、劉威葳、姜武合作主演年代商戰劇《向東是大海》，在劇中飾演主角的弟弟周漢臣。

- 2014年，與劉濤、劉潔、塗松岩合作主演都市家庭劇《幸福從天而降》，是演活潑開朗的鄭業 ；同年，與劉濤、馬梓涵、塗松岩、陳廷嘉合作主演都市家庭劇《幸福從天而降》續集－《幸福美麗綻放》；同年7月，受邀參加中國教育3頻道訪談類節目《說劇實話》的錄製。

- 2016年2月7日，參加央視春晚，與侯勇、句號搭檔表演小品《將軍與士兵》；同年4月，與王凱、王子文、徐悅合作主演丁墨同名小說改編的犯罪懸疑劇《如果蝸牛有愛情》，劇中飾演霖市公安局重案一組組長趙寒；之後，與陳學東、穎兒、經超、張哲瀚合作主演根據麥家同名小說改編的諜戰劇《解密》，演出擁有順風耳的701監聽處戰士孟小雲；同年7月，參加貴州衛視講述類節目《故事中國》特別節目《諜影重重》的錄制。

## 影視作品

### 電視劇
| 年份 | 劇名           | 角色          |
| ---- | -------------- | ------------- |
| 2008 | 國家機密2      | 董智超        |
| 2009 | 北風那個吹     | 龐秀岩        |
| 2009 | 超人馬大姐     | 許三少        |
| 2010 | 家常菜         | 李建斌        |
| 2011 | 以母親的名義   | 劉滿堂/劉勝利 |
| 2012 | 向東是大海     | 周漢臣        |
| 2014 | 大河兒女       | 馬繼先        |
| 2014 | 幸福從天而降   | 鄭業          |
| 2014 | 幸福美麗綻放   | 鄭業          |
| 2016 | 一馬換三羊     | 徐達          |
| 2016 | 解密           | 孟小雲        |
| 2016 | 如果蝸牛有愛情 | 趙寒          |
| 2019 | 我和我的兒女們 | 高远          |
| 2019 | 諜戰深海之驚蟄 | 齐云          |
| 2020 | 安家           | 田横          |
| 2020 | 完美關係       | 譚新凱        |
| 2021 | 江山如此多娇   | 覃献文        |

### 電影
| 年份 | 片名     | 角色   |
| ---- | -------- | ------ |
| 2008 | 鶴鄉謠   | 栓柱   |
| 2018 | 云南虫谷 | 王胖子 |

## 小品
2005 浪漫的事
2007 坑道深處
2009 北京歡迎你
2009 提意見
2016 將軍與士兵

## 話劇
2007 黃土謠
2007 白鹿原
2008 士兵對你說：永不放棄
2010 生命檔案

## 獎項成就
2007   「第六屆CCTV小品大賽」專業組一等獎   坑道深處/獲獎
2009   「第七屆CCTV電視小品大賽」三等獎    提意見/獲獎

## 外部連結
- 于恆Henry的新浪微博